# Simon Plesse
Simon Plesse, född 15 februari 2002, är en svensk friidrottare (sprinter). Plesse tog silver i svenska mästerskapen 2023 på distansen 100 meter. I semifinalen sprang han på tiden 10.27, vilket vid tillfället förde upp honom på åttonde plats genom tiderna i Sverige. I finalen sprang han på 10.30.